# De Voorde

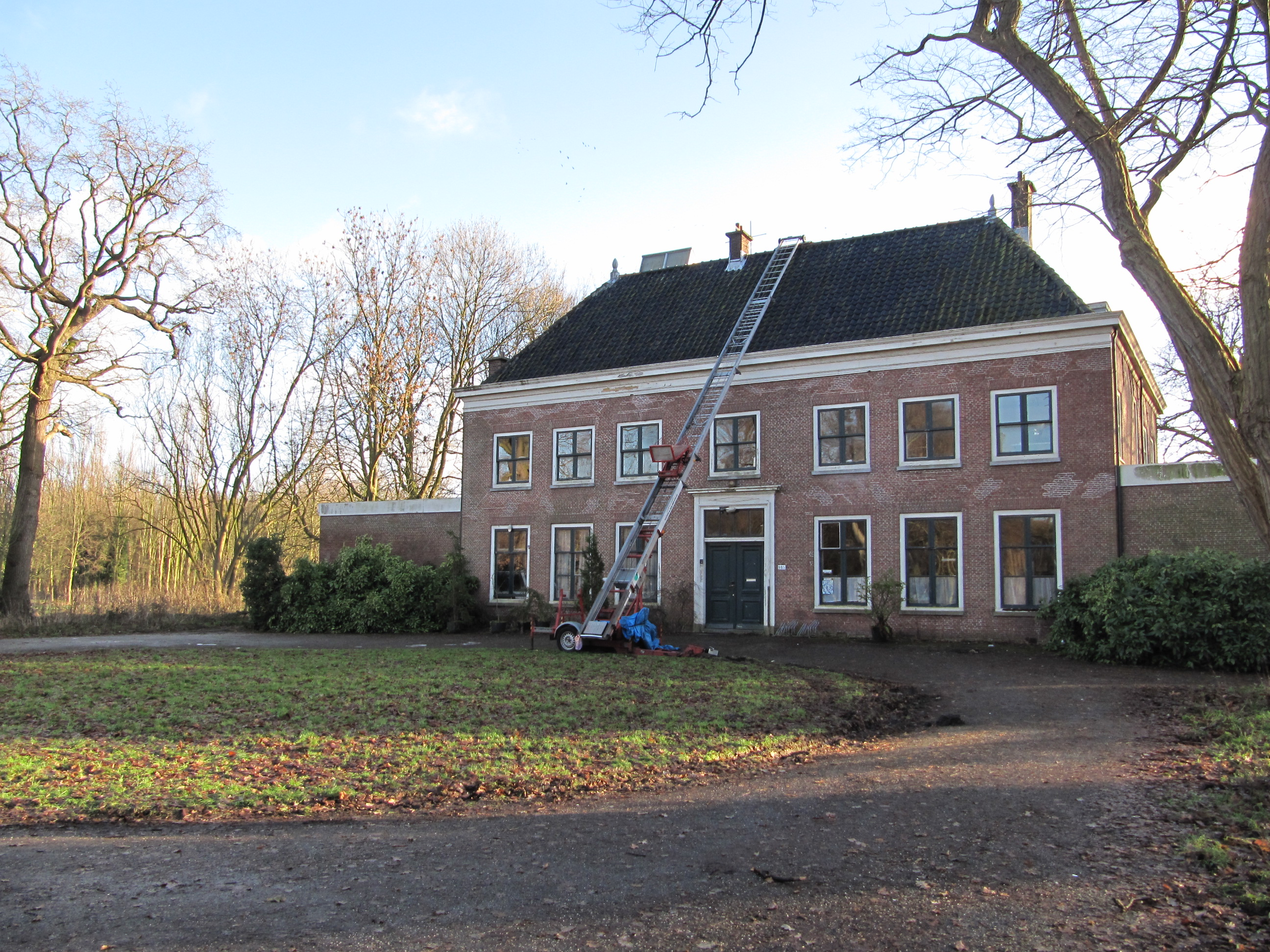
De Voorde

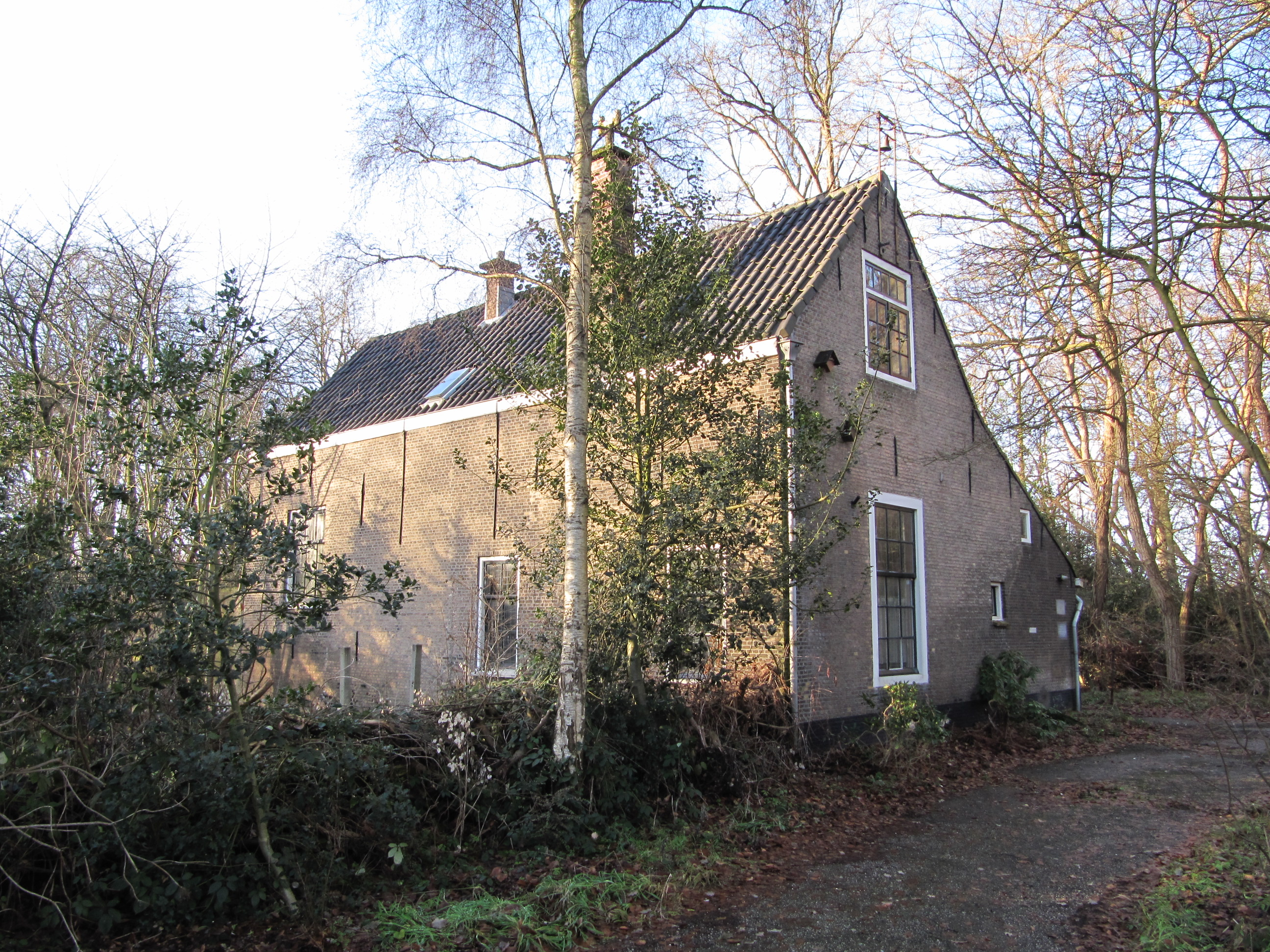
Portierswoning

De Voorde is een van de laatst gebouwde buitenplaatsen van Rijswijk.
De Voorde werd door mr. Jacob van Vredenburch in 1799 op 34 hectare grond tegenover Overvoorde gebouwd. Het park werd ingericht als Engelse tuin. Van Vredenburch bleef zelf in Overvoorde wonen, en verhuurde De Voorde. De familie Vredenburch is lang eigenaar geweest van het huis. In 1926 werd bet verhuurd aan de Rooms-katholieke organisatie Vrouwen van Nazareth. Daarna deed het dienst als kantoor voor de Nederlandse Algemene Keuringsdienst voor Groentegewassen. In 1931 werd het net als Overvoorde en Steenvoorde door de gemeente Den Haag gekocht. In 2000 werd zowel het landhuis als het park De Voorde door gemeente Rijswijk van gemeente Den Haag teruggekocht en werd het pand gerestaureerd, en als kunstenaarscentrum in gebruik genomen. De kunstschilders Livinus van de Bundt (1909-1979) en Herman Berserik (1921-2002) woonden op De Voorde met hun gezinnen van 1952 tot hun dood.